# Александровский (Марий Эл)
 Александровский  — деревня в Мари-Турекском районе Республики Марий Эл. Входит в состав Мари-Биляморского сельского поселения.

## География
Находится в восточной части республики Марий Эл на расстоянии приблизительно 16 км по прямой на восток-север-восток от районного центра посёлка Мари-Турек.

## История
Деревня основана в XIX веке, названа по дате основания, связанного с праздником святого Александра Невского. В 1905 году в деревне было 36 дворов, 192 жителя. В 1935 году в Александровске было 42 двора, проживало 148 человек. в 1959 году в ней проживали 178 человек. Однако в 1960-х годах началось сокращение числа жителей: в 1970 году — 150 человек, в 1979 году — 111. В 2000 году в деревне было 20 дворов. В советское время работал колхоз «Воля».

## Население
Население составляло 58 человек (мари 53 %, русские 36 %) в 2002 году, 44 в 2010.